# Billar en los Juegos Mundiales de 2022
El Billar en los Juegos Mundiales de 2022 es uno de los deportes que formaron parte de los Juegos Mundiales de 2022 celebrados en Birmingham, Alabama durante el mes de julio de 2022, y se llevó a cabo en Birmingham Jefferson Convention Complex.

## Resultados
| Evento             | Oro           | Plata               | Bronce         |
| ------------------ | ------------- | ------------------- | -------------- |
| Masculino 3-bandas | Dick Jaspers  | Jose Juan Garcia    | Eddy Merckx    |
| Masculino Bola 9   | Joshua Filler | Sanjin Pehlivanović | Aloysius Yapp  |
| Femenino Bola 9    | Kelly Fisher  | Chou Chieh-yu       | Yuki Hiraguchi |
| Snooker Masculino  | Cheung Ka Wai | Abdelrahman Shahin  | Darren Morgan  |

## Medallero
| Rank                | País                 | Oro | Plata | Bronce | Total |
| ------------------- | -------------------- | --- | ----- | ------ | ----- |
| 1                   | Reino Unido          | 1   | 0     | 1      | 2     |
| 2                   | Alemania             | 1   | 0     | 0      | 1     |
| 2                   | Hong Kong            | 1   | 0     | 0      | 1     |
| 2                   | Países Bajos         | 1   | 0     | 0      | 1     |
| 5                   | Bosnia y Herzegovina | 0   | 1     | 0      | 1     |
| 5                   | China Taipéi         | 0   | 1     | 0      | 1     |
| 5                   | Colombia             | 0   | 1     | 0      | 1     |
| 5                   | Egipto               | 0   | 1     | 0      | 1     |
| 9                   | Bélgica              | 0   | 0     | 1      | 1     |
| 9                   | Japón                | 0   | 0     | 1      | 1     |
| 9                   | Singapur             | 0   | 0     | 1      | 1     |
| Totales (11 países) | Totales (11 países)  | 4   | 4     | 4      | 12    |